# 佐伯美愛
佐伯 美愛（さえき みお、1987年2月16日 - ）は、日本のグラビアアイドル・歌手。

## 概要
- DVD「eternal one〜永遠のものごと〜」でアイドルデビュー。同パッケージに同梱されたシングル「eternal one〜永遠のものごと〜」で歌手としても活動を開始する。
- 趣味・特技とも歌。
- 現在、オフィシャルサイト「さえきみおどっとこむ」にて、「佐伯美愛どーん」という実験番組を配信中。
- 永瀬水夏、相田水菜がコンビのユニット、「家庭教師」のプロデューサ就任。
- 「eternal one〜永遠のものごと〜」は、アニメ『BECK』でも国吉ちえみの歌として流れる。

## 出演

### 声優出演
- テレビアニメ『BECK』（2004年、国吉ちえみ）

### テレビ
- 美女ヒロイン（テレビ東京）

### イメージDVD
- eternal one〜永遠のものごと〜（BM.3）
- BEAUTIFUL&LOVELY（SODクリエイト）
- Pure smile（竹書房）
- D-SPLASH!（キングレコード）
- Lovable（ラインコミュニケーションズ）
- BEAUTIFUL LOVE（フォーサイドドットコム）

## ディスコグラフィ

### 音楽CD
- 「大事♥Da・I・Ji」（まほらば〜Heartful daysオープニング主題歌） 佐伯美愛と白石涼子
- スクールランブル：塚本八雲（「恋のkimochi」、2004年8月25日）
- スクールランブル：周防美琴（17's Heart」、2004年9月23日）
- スクールランブル：一条かれん（「スキダカラ。」、2005年3月24日）
- BECK サウンドトラック「BECK」（元気をだして）国吉ちえみとして参加

### ライブDVD
- School Rumble PRESENTS Come! Come! Well-Come? Party（2005年3月24日）